# Udo Pastörs
Udo Pastörs (ur. 24 sierpnia 1952 w Wegbergu) – niemiecki polityk, lider NPD i przewodniczący frakcji tej partii w meklemburskim landtagu.

## Życiorys
Z zawodu jest handlarzem, jubilerem i zegarmistrzem. W młodości mieszkał w Bad Zwischenahn w Dolnej Saksonii, jednak po 1991 przeniósł się do Lübtheen, gdzie prowadzi sklep z zegarkami i biżuterią. W latach dziewięćdziesiątych wstąpił do NPD w miejscowości Ludwigslust. Prowadził szkolenia niemieckich narodowców, pomagał również w organizacji spotkań i konferencji. Pełnił obowiązki wiceprzewodniczącego regionalnej NPD.
W wyborach samorządowych z 2006 otwierał listę NPD w Meklemburgii-Pomorzu Przednim, ponieważ przeciwko lokalnemu szefowi partii Stefanowi Kösterowi toczyło się w tym czasie śledztwo. Po uzyskaniu mandatu został wybrany przewodniczącym frakcji narodowców w landtagu. Podczas zjazdu 4 kwietnia 2009 wystąpił przeciwko Udo Voigtowi jako kandydat na szefa NPD, jednak przegrał w głosowaniu. Funkcję tę objął w 2014 (wcześniej od grudnia 2013 pełnił obowiązki przewodniczącego partii).
Angażuje się w inicjatywy społeczne w swojej miejscowości Lübtheen, m.in. w akcję ekologiczną „Braunkohle Nein” (Brunatnemu Węglowi Nie). W przeszłości utrzymywał kontakty z niemieckimi osadnikami w Chile z Colonia Dignidad, którym proponował osiedlenie się na swoim liczącym ponad 50 ha gospodarstwie w gminie Lübtheen. Był objęty postępowaniem prokuratorskim ze względu na przemówienie, jakie wygłosił 25 lutego 2009 w Saarbrücken, które zdaniem prokuratury nawoływało do nienawiści wobec cudzoziemców. Parlament w Schwerinie uchylił mu z tego powodu immunitet. W 2010 został skazany na 10 miesięcy pozbawienia wolności w zawieszeniu oraz karę pieniężną za podżeganie do waśni narodowościowych przeciwko Turkom i Żydom.
W przeszłości pozytywnie wyrażał się o Rudolfie Hessie, którego porównywał z Gandhim. Z szacunkiem mówił również o Adolfie Hitlerze.